# Finlandia en los Juegos Paralímpicos de Turín 2006
Finlandia estuvo representada en los Juegos Paralímpicos de Turín 2006 por siete deportistas, cuatro hombres y tres mujeres. El equipo paralímpico finlandés no obtuvo ninguna medalla en estos Juegos.